# Морцы
Морцы — село в Фёдоровском районе Саратовской области, административный центр Морцевского муниципального образования.
Основано как немецкая колония Розендамм в 1849 году
Население — 703 (2010).

## История
Основано в 1849 году переселенцами из колонии Шафгаузен. Колония входила в состав Панинского, позднее Верхне-Ерусланского колонистского округа, впоследствии Верхне-Караманской волости Новоузенского уезда Самарской губернии. Колония была населения колонистами немцами, лютеранами и имела лютеранскую церковь, относилась к лютеранскому приходу Гнаденфлюр.
С 1918 года село входило в Верхне-Караманского (Гнаденфлюрского) района, с 1922 года Фёдоровского кантона Трудовой коммуны немцев Поволжья (с 1924 года — АССР немцев Поволжья).
В голод в Поволжье в селе родилось 150 человек, умерли 284.
В 1926 году в селе имелись кооперативная лавка, сельскохозяйственное кредитное товарищество, начальная школа, изба-читальня, сельсовет. Позднее организована МТС. До 1927 года параллельно использовалось два названия: русское Морцы и немецкое Розендамм. В 1927 году постановлением ВЦИК «Об изменениях в административном делении Автономной С. С. Р. Немцев Поволжья и о присвоении немецким селениям прежних наименований, существовавших до 1914 года» селу Морцы Фёдоровского кантона присвоено название Розендамм
28 августа 1941 года был издан Указ Президиума ВС СССР о переселении немцев, проживающих в районах Поволжья. Немецкое население депортировано, село, как и другие населённые пункты Фёдоровского кантона включено в состав Саратовской области. Впоследствии вновь переименовано в село Морцы.

## Физико-географическая характеристика
Село расположено в Низком Заволжье, в пределах Сыртовой равнины, относящейся к Восточно-Европейской равнине, при балке в бассейне реки Морец, на высоте 99 метров над уровнем моря. В балке имеются пруды. Рельеф — полого-увалистый. Почвы тёмно-каштановые.
По автомобильным дорогам расстояние до районного центра посёлка Мокроус — 36 км, до областного центра города Саратов — 150 км, до ближайшего города Ершов — 39 км
Климат
Климат умеренный континентальный (согласно классификации климатов Кёппена — Dfa). Среднегодовая температура воздуха положительная и составляет + 5,9 °C. Средняя температура января — 11,5 °С, июля + 22,5 °С. Многолетняя норма осадков — 431 мм. В течение года количество выпадающих осадков распределено относительно равномерно: наименьшее количество осадков выпадает в марте (24 мм), наибольшее — в июне (46 мм).
Часовой пояс
Морцы, как и вся Саратовская область, находится в часовой зоне МСК+1. Смещение применяемого времени относительно UTC составляет +4:00.

## Население
| 1850  | 1857  | 1883  | 1889  | 1897  | 1904  | 1910  |
| ----- | ----- | ----- | ----- | ----- | ----- | ----- |
| 77    | ↗174  | ↗1000 | ↗1070 | ↗1217 | ↗1817 | ↗2042 |
| 1920  | 1922  | 1923  | 1926  | 1931  | 2002  | 2010  |
| ↗2182 | ↘1989 | ↗2048 | ↗2103 | →2103 | ↘760  | ↘703  |

Национальный состав
В 1931 году немцы составляли 96 % населения села.

## Инфраструктура
В селе расположен пожарный пост.